# Schonenfahrer
Schonenfahrer (Skåne-farere), var et stort og indflydelsesrigt handelsselskab i de tyske byer fra middelalderen til nyere tid.
Oprindeligt bl.a. hansakøbmænd og bådmænd, der var aktive i sildhandelen i det daværende danske Skånelandene, på skånemarkedet i Skanør og Falsterbo.
Disse sammenslutninger af købmænd eller handelsselskaber i de forskellige byer bestående af Skånefarere, der beskyttede deres økonomiske, politiske og sociale interesser, fandtes i de vendiske hansebyer ved Østersøen fra Lübeck til Stettin, men også i de konkurrerende byer på Nordsøen såsom Hamborg, og selv inde i det tyske jordlåste bagland, for eksempel i Dortmund.
Skånefarere havde deres eget våbensymbol, som viste tre sildefisk over hinanden, såsom i Lübeck , senere halveret i forbindelse med den halvdobbelt ørn fra Det tysk-romerske rige, for at understrege de kejserlige tyske købmænd.
For eksempel eksisterede skånefarernes handelsfolkselskaber i Lübeck fra 1100-tallet helt frem til 1853, da virksomhederne som helhed blev centraliseret i Kaufmannschaft zu Lübeck/Købmandskabet i Lübeck.